# 贵州广播电视台
贵州广播电视台是中华人民共和国贵州省的省级国营广播电视机构，于2011年11月25日由贵州电视台和贵州人民广播电台合并成立。由贵州人民广播电台和贵州电视台合并组建，为省政府直属事业单位，接受中共贵州省党委宣传部领导。

## 历史沿革
贵州广播电视台的前身之一，贵州人民广播电台于1950年1月开始播送节目。另一前身是贵阳实验电视台，1973年，更名为贵州电视台。

## 旗下资产

### 电视频道
贵州广播电视台的电视服务源于1968年7月1日成立的贵州电视台，现有9个电视频道。
| 頻道名稱      | 语言   | 广播格式                         | 啟播時間 | 频道前身                                                                                | 備註 | 備註 |
| 贵州卫视      | 普通話 | SD: PAL 576i 16:9 HD: 1080i      | 标清版：1968年7月1日（开播） 1996年1月1日（上星） 高标清数模同播：2013年10月28日 高标清16:9同播：2017年5月24日 | 贵阳实验电视台 贵阳电视台 贵州电视台（主频道） 贵州电视台一套（云贵台时期）             | 国家广电总局备案名称为贵州电视台新闻综合频道                                                                          |      |
| 公共频道      | 普通話 | SD: PAL 576i 16:9 HD：1080i 16:9 | 标清版：1989年 高标清同播：2020年11月18日                                                                      | 贵州电视台二套 贵州电视台经济频道 贵州电视台新闻频道                                    | |      |
| 影视文艺频道  | 普通話 | SD: PAL 576i 16:9 HD：1080i 16:9 | 1998年 | 贵州电视台三套 贵州电视台文艺频道 贵州电视台影视频道 贵州电视台电视剧频道               | |      |
| 大众生活频道  | 普通話 | SD: PAL 576i 16:9 HD：1080i 16:9 | 2005年3月21日                                                                                                  | 贵州有线电视台生活频道 贵州电视台大众电影频道                                           | |      |
| 生态·乡村频道 | 普通話 | SD: PAL 576i 16:9 HD：1080i 16:9 | 生态·乡村频道开播：2022年7月30日                                                                               | 贵州有线电视台综合频道 贵州电视台体育旅游频道 贵州电视台时尚生活频道 贵州电视台法制频道 | |      |
| 科教健康频道  | 普通話 | SD: PAL 576i 16:9 HD：1080i 16:9 | | 贵州有线电视台体育频道                                                                  | 由贵州广播电视台教育事业部管理                                                                                        |      |
| 经济频道      | 普通話 | SD: PAL 576i 16:9 HD：1080i 16:9 | | 贵州有线电视台信息频道 家有购物2频道                                                    | |      |
| 家有购物频道  | 普通話 | SD: PAL 576i 16:9 HD：1080i 16:9 | 2007年 |                                                                                         | |      |
| 天元围棋频道  | 普通話 | HD：1080i 16:9                   | 2004年5月1日 高清开播：2023年9月20日                                                                           |                                                                                         | 中数传媒代理的数字付费频道 2023年9月20日该频道高清信号正式开播并上星传输 自2024年1月3日起停止该频道标清信号的卫星传输 |      |

#### 停播频道
- 摄影频道：中数传媒代理的数字付费频道，2005年开播，频道前身为贵州电视台视觉生活频道。该频道于2023年12月31日24时正式停播，频道信号自2024年1月3日起停止卫星传输。[4]

### 广播频率
贵州广播电视台的广播服务源于1950年成立的贵州人民广播电台，现有5个广播频率。
| 頻道名稱 | 语言   | 频道频率     | 啟播時間       | 频道前身                     | 備註 |
| 综合广播 | 普通話 | FM94.6       | 1950年         | 贵州人民广播电台（主频呼号） |      |
| 经济广播 | 普通話 | FM98.9 AM603 | 1994年12月31日 |                              |      |
| 音乐广播 | 普通話 | FM91.6       |                |                              |      |
| 交通广播 | 普通话 | FM95.2       |                |                              |      |
| 旅游广播 | 普通话 | FM97.2       |                |                              |      |

#### 停播频率
- 都市广播：调频106.2兆赫，前身为成立于1998年的贵州健康广播电台。2005年7月更名为贵州都市广播电台。2011年11月，原贵州人民广播电台、贵州电视台合并重组为贵州广播电视台后，更名为贵州广播电视台都市广播。该频率于2023年10月24日停播。[4]

- 故事广播：调频90.0兆赫，2011年4月15日开播，初期节目定位于以都市资讯为核心的“中国知道分子广播”；2019年与茅台集团合作，改版为“茅台之声”；2024年4月停播。